# Сильніше за всіх інших велінь
«Сильніше за всіх інших велінь» (рос. «Сильнее всех иных велений») — радянський історичний фільм 1987 року. Знятий за повістю  Юрія Нагібіна «Юрка-музикант».

## Сюжет
Фільм присвячений видатному діячеві російської музичної культури, відомому капельмейстеру, засновнику першого російського народного хору князю Юрію Миколайовичу Голіцину.

## У ролях
- Дмитро Золотухін —   Юрій Голіцин
- Ганна Алексахіна —  Катерина Миколаївна Голіцина
- Світлана Рябова —  Устя Клепікова, коханка Голіцина
- Кирило Козаков —  граф Кутаїсов
- Єгор Висоцький —  Єзуїт
- Ігор Ясулович —  маркіз Сен-Поль
- Андрій Мягков —   Герцен
- Олександр Парра —   Огарьов
- Луїза Мосендз —  Наталія Олексіївна Тучкова
- Олег Федоров —   Ломакін
- Анатолій Баранцев —  Бахметєв
- Лариса Уромова —  Бахметєва
- Євген Бурмістров —  наглядач тюрми
- Володимир Кулешов —  містер Кордуелл
- Геннадій Никифоров —  констебль
- Інна Виходцева —  Акуліна, мати Усті
- Георгій Георгіу —  дядечко Голіцина
- Вадим Захарченко —  спритний чиновник
- Віра Івлєва —  бабка з плітками
- Наталія Крачковська —  купчиха
- Євген Моргунов —  поміщик
- Світлана Орлова —  світська дама
- Євдокія Урусова —  княгиня Марія Олексіївна
- Оксана Фомічова —  покоївка
- Юрій Дубровін —  староста Сафрон

## Знімальна група
- Режисер:  Борис Бунєєв
- Сценарист: Юрій Нагібін
- Оператор: Олександр Гарибян
- Художник: Ольга Бєднова
- Композитор: Олексій Захаров